# Estadi Ghazl El Mahalla
L'Estadi Ghazl El Mahalla (àrab: ستاد غزل المحلة, Stād Ḡazl al-Maḥalla, ‘Estadi de la Filatura d'al-Mahalla [al-Kubra]’) és un estadi esportiu de la ciutat d'Al-Mahalla al-Kubra, a Egipte.
Fou inaugurat l'any 1947. Va ser seu de la Copa d'Àfrica de Nacions 1974. És la seu del cub Ghazl El Mahalla, però també hi juguen els clubs Baladeyet El Mahalla i Said El Mahalla i té una capacitat per a 20.000 espectadors.